# Cause lawyering
Der Begriff cause lawyering kommt aus den US-amerikanischen Sozialwissenschaften. Wesentlich geprägt wurde es von Austin Sarat und Stuart Scheingold. In der Literatur zu cause lawyering überwiegen mikrosoziologische Studien, die nach Motivationen, politischen Ansichten und Karrieren von Rechtsanwälten fragen. Christas Boukalas versteht unter cause lawyering die Auseinandersetzung von Anwälten mit sozialen und politischen Prozessen. Daniel Kremers bezeichnet mit cause lawyering die gezielte öffentliche Bearbeitung einer juristisch relevanten Angelegenheit (cause) durch Rechtsanwälte begleitend zum Rechtsbeistand für die von dieser Angelegenheit betroffenen Personen.